# Naginata

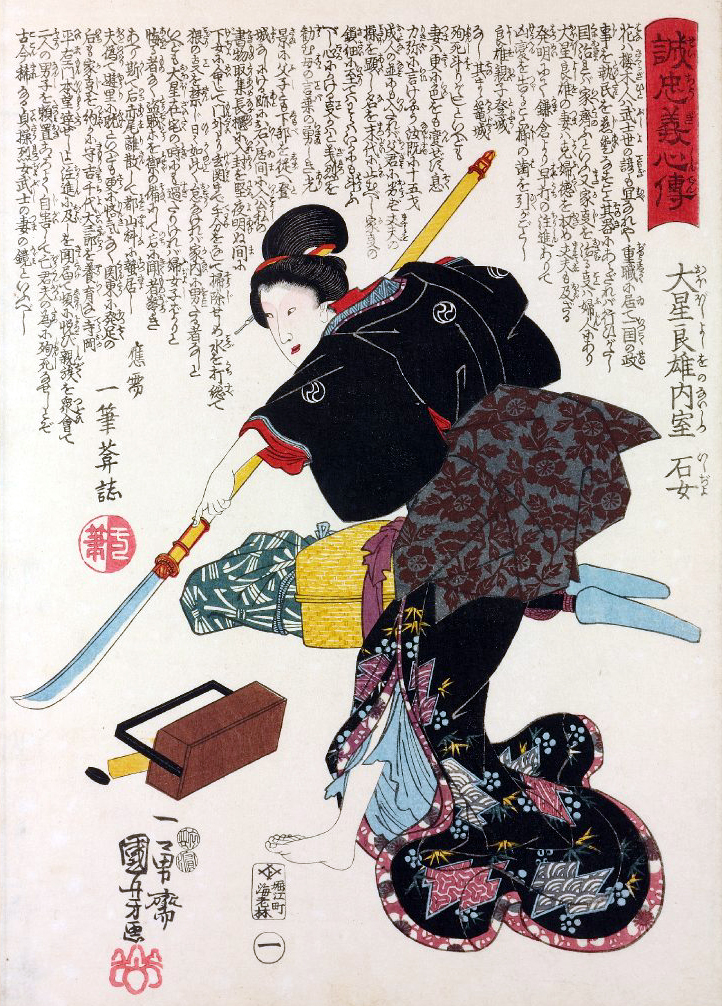

Naginata (japonsky: なぎなた nebo 薙刀) je tradiční japonská zbraň používaná samuraji. Naginata je v moderním Japonsku spojovaná se ženami a ženy ji zde skutečně studují více než muži, zatímco v Evropě a v Austrálii je boj s naginatou praktikován hlavně (ale ne výlučně) muži. Naginata se skládá z dřevěného ratiště a čepele na jeho konci; je podobná čínskému Guan dao nebo evropské halapartně nebo ještě lépe tzv. kůse. Obvykle měla naginata mezi čepelí a ratištěm i záštitu podobnou záštitě meče – cuba.
Umění boje s naginatou se nazývá naginatadžucu. Dnešní boj s naginatou je většinou modernizovaná forma Gendai Budó nazývaná atarašii naginata (dosl. Nová naginata) ve kterém se také soutěží. Použití naginaty je také vyučováno v Budžinkanu a v některých školách korjú. Uživatelé naginaty mohou nosit modifikovanou verzi ochranné zbroje převzaté od uživatelů kendó známé jako bógu.

## Historie
Termín naginata se poprvé objevil v Kodžiki okolo roku 750 n. l. a byl používán mnichy Sóhei (válečnými mnichy) v období Nara. S největší pravděpodobností byla zbraň odvozena od čínské předlohy Guan Dao. Na malbách bojišť namalovaných během Tengjó no Ran v roce 936 lze vidět naginatu v boji. V roce 1086, v knize Óšú Gosanmenki (Deník třech let v Óšú), byla naginata v boji poprvé zaznamenána. V tomto období byla naginata bojovníky považována za extrémně efektivní zbraň.
V době Genpejské války (1180 – 1185), ve které proti sobě stáli klany Taira a Minamoto, vzrostla pověst naginaty na velkou úroveň. Jízdní bitvy se staly více důležitými a naginata se prokázala velmi účinnou při srážení a zneškodňování jezdců. Rozšířenost naginaty jako zbraně na bitevním poli vedla k zavedení sune-ate (holenic) jako součásti zbroje. Vzestup naginaty v Japonsku se dá považovat za ekvivalentní k vzestupu kopí v Evropě také jako zbraně používané proti jízdním jednotkám. Skvělým příkladem role ženy v japonské kultuře a bojových uměních v tomto období je Itagaki, jež, známá pro její schopnosti, vedla posádku 3000 mužů hradu Toeizakajama. 10 000 válečníků klanu Hódžó zaútočilo na hrad. Itagaki vedla své muže z hradu, kde se jim podařilo zabít velké množství nepřátel, než byli přemoženi.

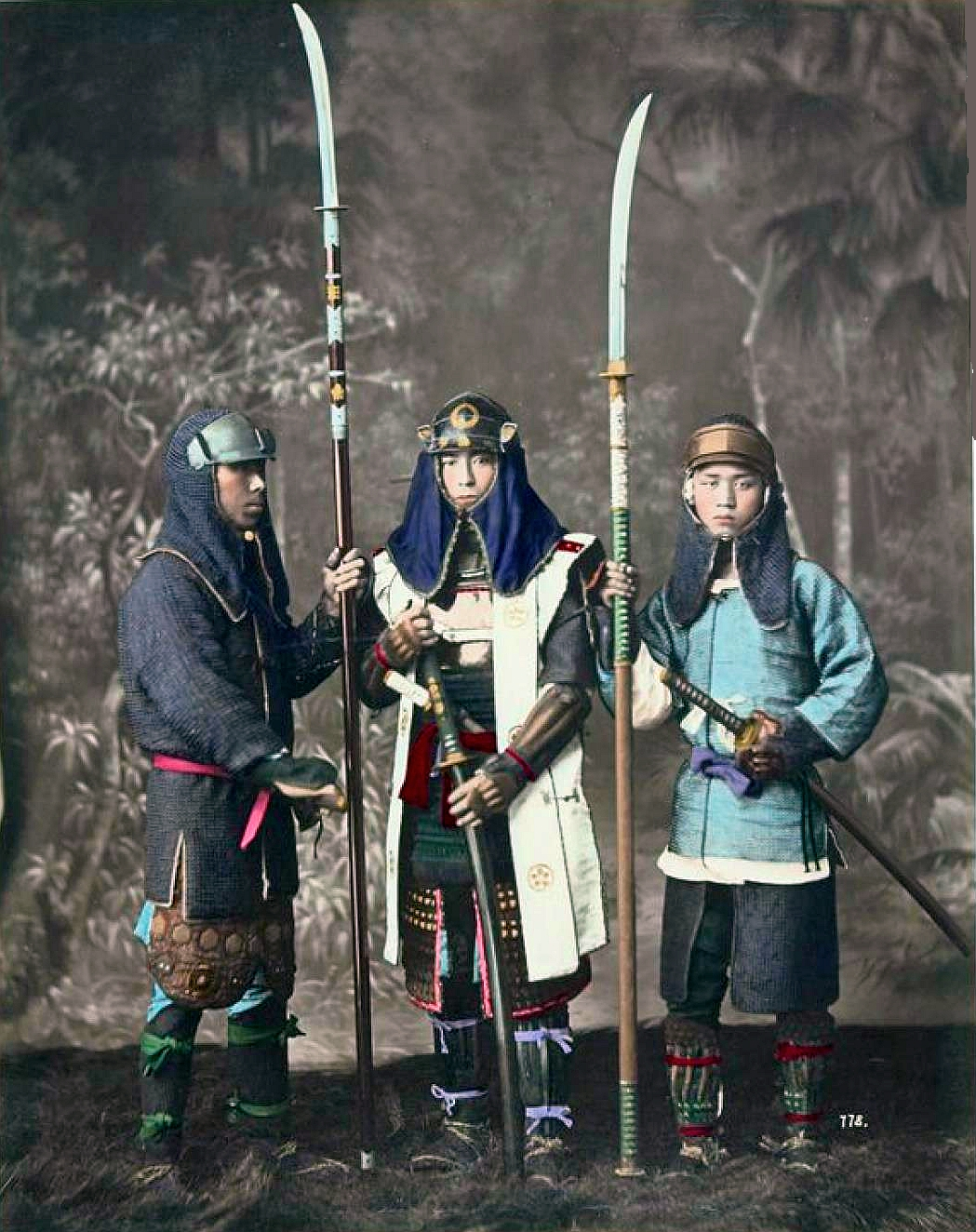

V období Edo, když se naginata stávala pro muže méně užitečnou, stala se symbolem společenského postavení žen ze samurajské třídy. Funkční naginata byla často součástí věna samurajské nevěsty. Přesto, že se od samurajských žen neočekávalo, že budou bojovat jako normální vojáci, očekávalo se od nich, že budou bránit své domovy v době, kdy jejich manželé budou pryč, ve válce. Naginata je považována za zbraň hodící se ženám, protože umožňuje udržet mužského protivníka v určité vzdálenosti, kde mu jeho větší výška, váha a tělesná síla dává menší výhodu.
V 17. století, v době, kdy rostla popularita střelných zbraní se popularita naginaty značně zmenšila. Přesto ale došlo k poslednímu použití naginaty v boji až v roce 1868 v Aizu a v 1876 v Sacumě. V obou případech je používaly ženy.
Kvůli vlivu pozápadňování po reformách Meidži se hodnota bojových umění dočkala velkého poklesu. Od této doby se při výcviku zaměřovalo hlavně na sílu mysli a těla. V období Šówa se výcvik s naginatou stal součástí veřejného školství.
Výcvik japonských bojových umění byl na 5 let zakázán Spojenci po japonské kapitulaci na konci druhé světové války. Po zrušení zákazu v roce 1950, byla vyvinuta moderní forma výcviku s naginatou známá jako Atarašii naginata. Od druhé světové války byla naginata praktikována jako sport se zvláštním zaměřením na etiketu a disciplínu, spíše než na bojový výcvik.

## Konstrukce
Naginata, stejně jako mnoho jiných zbraní, se dá přizpůsobit tak, aby seděla k postavě jejího vlastníka. Většinou je ratiště stejně dlouhé jak vysoký je uživatel naginaty a na ně navazuje čepel dlouhá 2 nebo 3 šaku (jedno šaku = 30,3 cm). Na rozdíl od většiny dřevcových zbraní je ratiště oválného tvaru, takže umožňuje snadno směrovat ostří čepele a bývá dlouhé od 1,5 do 2,1 m. Čepel je obvykle zakřivená, občas silně u špičky. Stejně jako u japonských mečů byly čepele naginat kaleny s různým stupněm tvrdosti na ostří a na tupé straně tak, aby se čepel netupila a zároveň byla schopna absorbovat nárazy. Některé čepele naginat byly transformovány na čepele wakizaši katan.
Povšimněte si také druhého konce naginaty. Na tomto konci je išizuki, nákončí (často špičaté). To činí z naginaty účinnou zbraň nezávisle na tom, kterým koncem se bojuje.
V současném naginatadžucu jsou 2 hlavní konstrukce cvičné naginaty. První, kihon jo je vyřezána z jednoho kusu japonského Bílého dubu a užívá se k nacvičování sestav. Je velmi lehká a nemívá záštitu (cuba) mezi čepelí a ratištěm. Druhý typ, šiaj jo, užívá podobné ratiště, ale čepel je vyrobena z bambusu a dá se vyměňovat, protože bambus se může zlomit při tvrdém nárazu. Tento druhý typ je užíván v atarašii naginata, bambusová čepel je k protivníkovi značně milostivější než dřevěná nebo kovová.
Mnoho napodobenin naginaty dostupných veřejnosti nejsou ve skutečnosti naginaty, jak lze odhadnout z výše popsaných detailů správné konstrukce. Tyto napodobeniny mají konkrétně kratší, kulaté ratiště, velmi krátké čepele a jsou sešroubované.

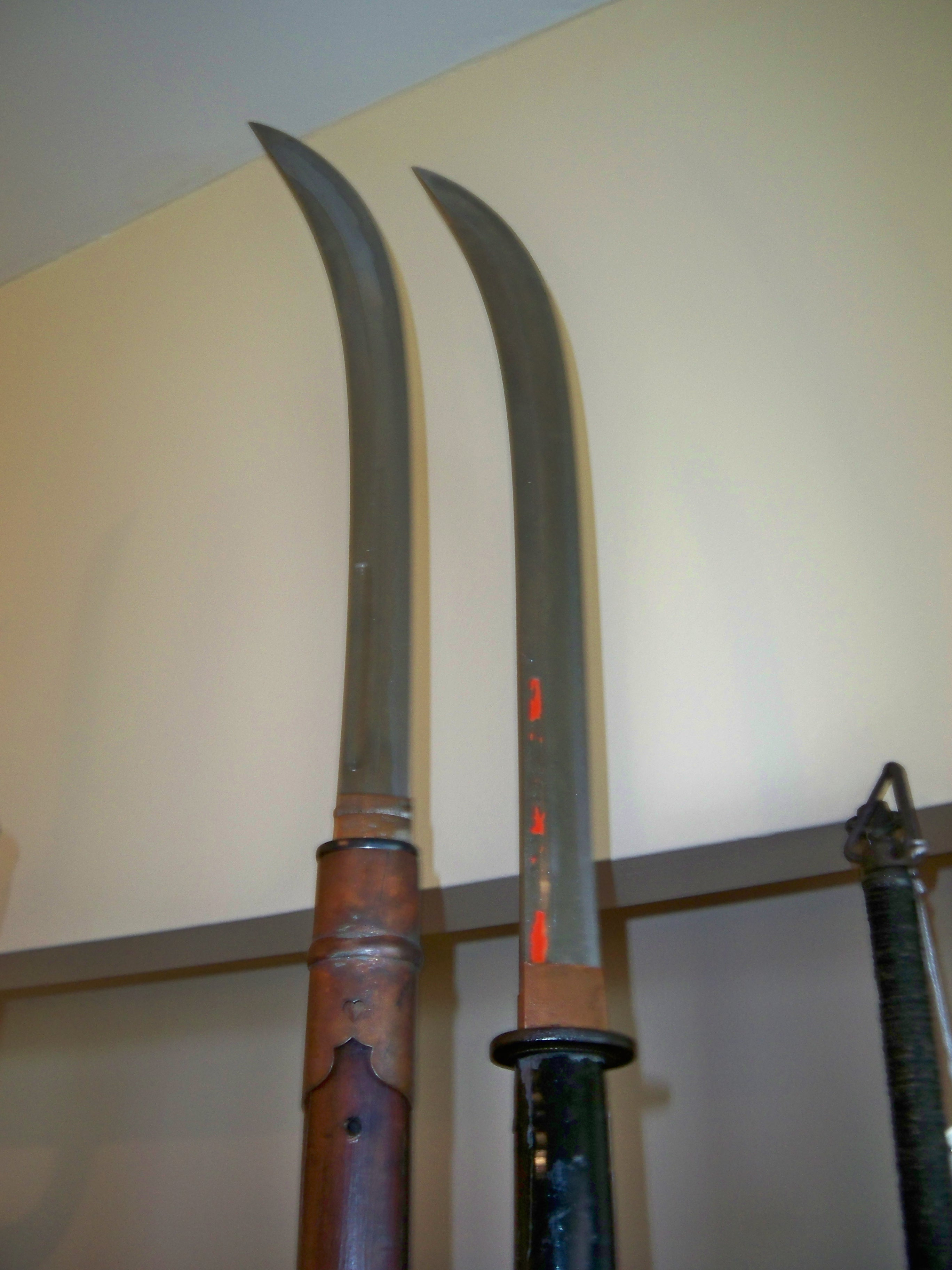
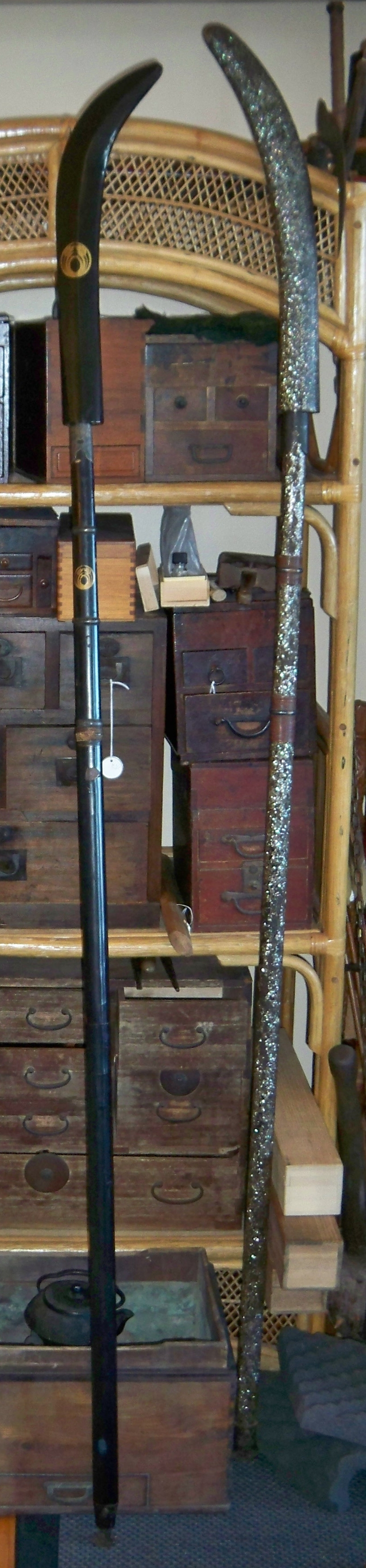
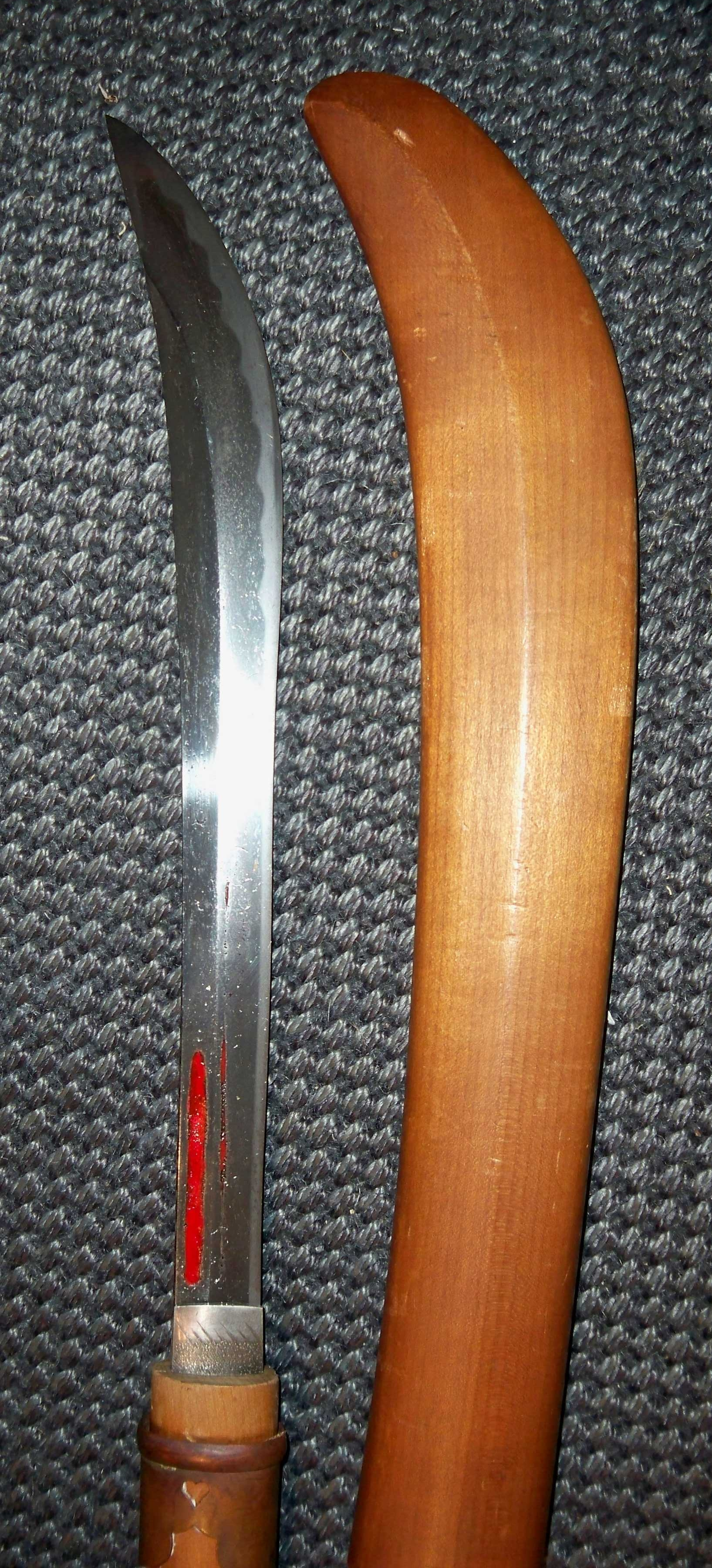
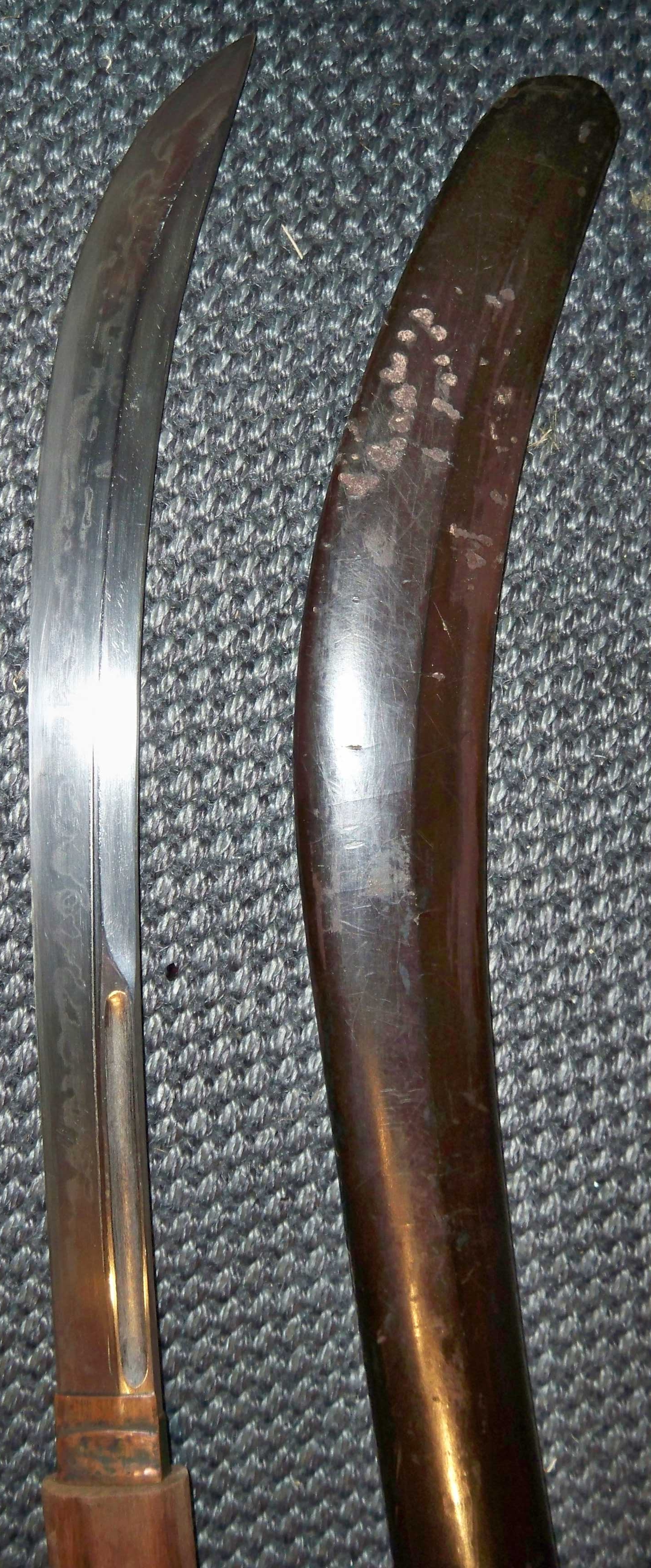
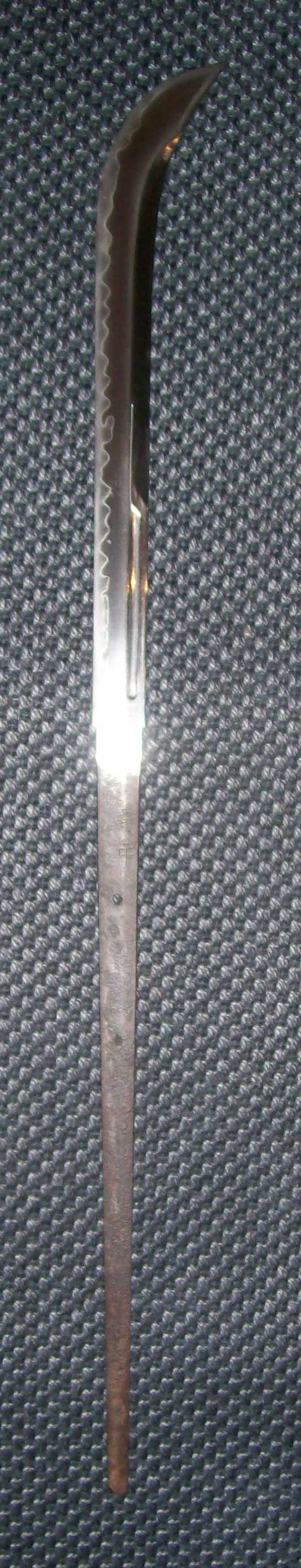
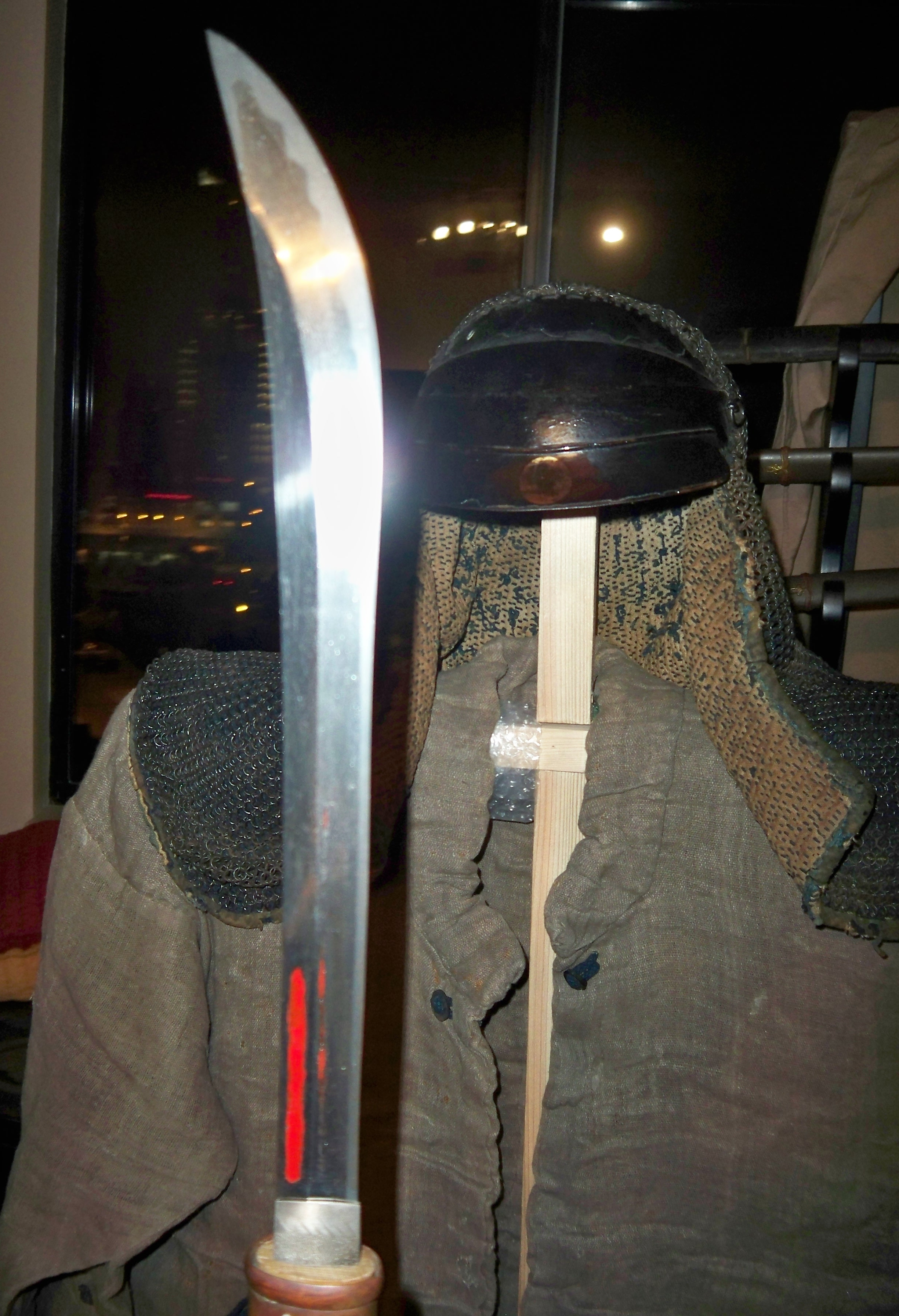
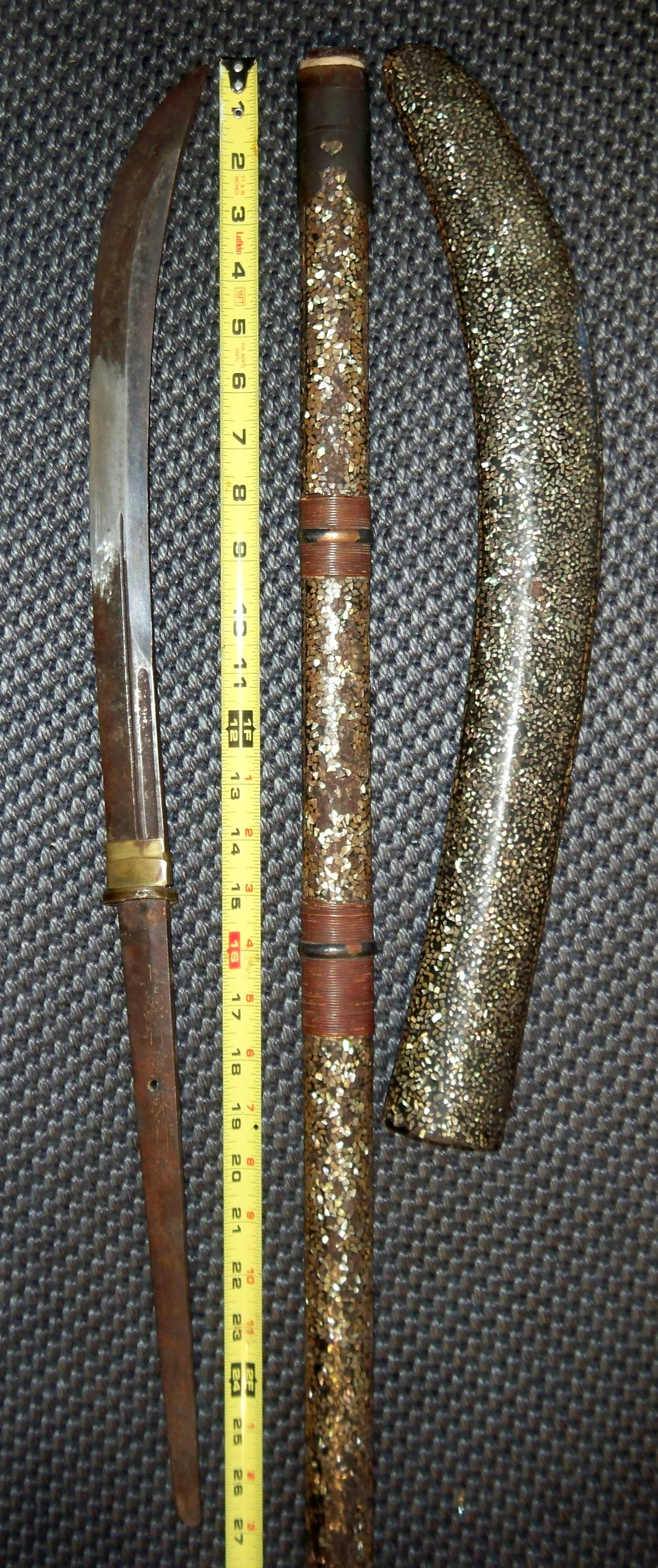
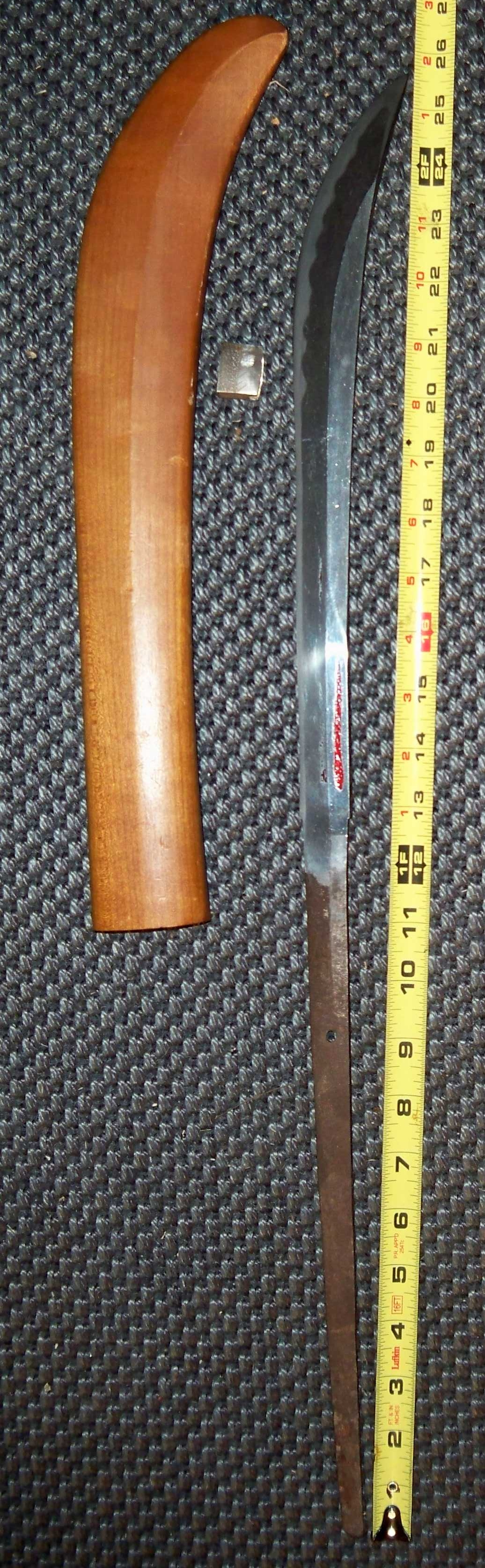

## Užití

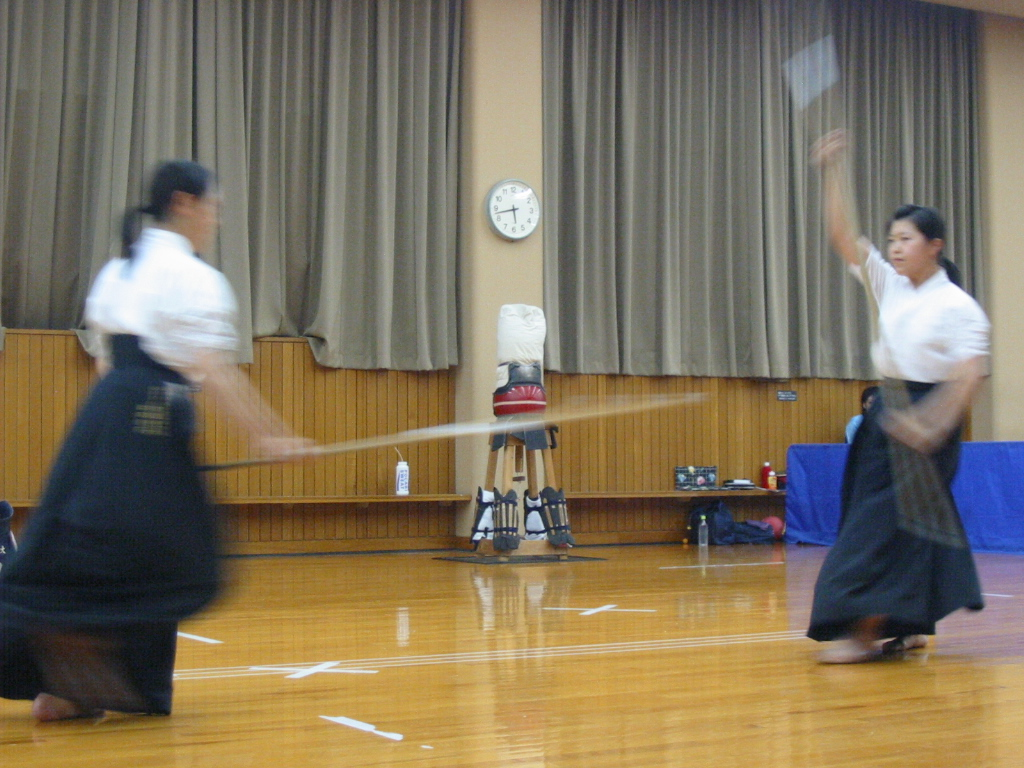
Studenti v Šoin cvičící naginatové sestavy.

Naginata se dá použít k bodání, ale vzhledem k jejich těžišti umístěnému téměř uprostřed se s nimi často točí, aby se využila jejich délka. Zakřivená čepel je efektivní při sekání, protože má delší ostří než by měla čepel rovná. V rukou schopného uživatele, vysokého 1,5 m, je naginata schopna pokrýt prostor 35 m2 za předpokladu, že ratiště je dlouhé 1,5 m, čepel je dlouhá 1 m a uživatel dosáhne 1 m od sebe. Naginaty se na bojišti často užívaly k vytvoření volného prostoru. Mají několik situačních výhod oproti meči. Dosáhnou dále, což umožňovalo jejich uživateli zůstat mimo dosah protivníka. Dlouhé ratiště umožňovalo zbraň zvednout více než meč, což dávalo naginatě schopnost efektivnějšího sekání, než v případě meče. Váha zbraně dávala úderům větší sílu i přesto, že obvykle je u zbraně váha považována za nevýhodu. Meče se na druhé straně dají použít k rychlejšímu zaútočení, mají delší ostří (a tím pádem větší útočnou plochu a menší plochu, kterou je možno chytit) a lze je precizněji kontrolovat v rukou zkušeného šermíře.